# Assassin's Creed: Revelations
Assassin's Creed: Revelations és un videojoc d'acció i aventures històrica amb tocs de ciència-ficció i sigil en un món obert desenvolupat per Ubisoft. És la continuació d'Assassin's Creed: Brotherhood i el tercer episodi d'Assassin's Creed II. Durant el transcurs del joc el jugador controla tres personatges: Altaïr ibn La-Ahad, Ezio Auditore da Firenze i Desmond Miles. En un principi, havia d'haver arribat al mercat per a: Microsoft Windows, PlayStation 3, i Xbox 360 el 15 de novembre de 2011, però a causa de diverses raons sense especificar per part d'Ubisoft, la seva versió per a consoles va sortir a la venda l'11 de novembre de 2011, avançant-se en 4 dies la seva data de llançament, mentre que la seva versió per a PC es va endarrerir fins al 2 de desembre.

## Argument
El videojoc comença just després dels esdeveniments ocorreguts a Brotherhood. Desmond es troba en estat de coma i és ficat dins de l'Animus perquè la seva consciència no sigui destruïda. La seva ment es troba presa en una illa, on troba el Subjecte 16. Aquest li explica que la seva ment està destrossada en tres parts: la de l'Altaïr, la de l'Ezio i la seva, i que només podrà despertar-se del coma si acaba de visualitzar totes les memòries de l'Ezio i l'Altaïr, per tal que l'Animus no tingui res més a mostrar i divideixi així els records de cadascú. També li fa notar que ell, per l'Animus, és un virus que ha de ser eliminat, i que farà tot el possible per mantenir-lo actiu i que ningú s'adoni de la seva presència. Després, el Subjecte 16 li diu que, si s'esforça, podrà arribar al funeral de la Lucy Stillman, revelant-li que la va matar al final de la tercera part de la saga. Desmond entra a les portes negres de l'Animus, revivint un cop més les memòries del seu avantpassat Ezio Auditore da Firenze, que es troba de camí a Masyaf en desig de complir el somni del seu pare: trobar la biblioteca de l'Altaïr, l'assassí avantpassat de l'Ezio, i al seu torn d'en Desmond, que va canviar la història dels assassins per sempre. Durant el seu trajecte relata totes les seves aventures a la seva germana Clàudia per mitjà de cartes.
L'Ezio viatja a la fortalesa dels antics assassins a Masyaf per descobrir els secrets que l'Altaïr havia descobert prèviament i trobar el veritable propòsit del seu credo però, en arribar, es troba que la ciutat va ser presa pels templaris. L'Ezio entra a les entranyes del castell on descobreix l'entrada a la biblioteca de l'Altaïr, on també s'assabenta que necessita cinc claus per entrar-hi i que els templaris en tenen una, sota del palau del sultà otomà. La resta de claus es troben amagades per tot Constantinoble, que forma part de l'Imperi Otomà. L'Ezio viatja fins a Constantinoble i allà és rebut per Yusuf Tazim, líder de l'ordre dels assassins turcs, i es fa amic d'un jove estudiant anomenat Suleiman. També es fa amic de Sofia Sartor, una jove viatgera italiana i col·leccionista de llibres, i, finalment, s'enamora d'ella. La Sofia ajuda l'Ezio i descobreix la ubicació de les claus restants, mantenint les seves intencions i la posició d'un secret amb ella.
Mentrestant, Constantinoble és un caos a causa dels conflictes entre el príncep i el seu germà Ahmed Selim, que s'estan barallant sobre l'herència del Sultanat. Atrapat enmig del conflicte, Suleiman revela a l'Ezio que és un príncep otomà i que sospita que els templaris estan darrere del conflicte. L'Ezio descobreix evidències que Manuel Paleòleg, amb el suport dels templaris, tracta d'aixecar un exèrcit per derrocar els otomans i restablir l'Imperi Romà d'Orient. L'Ezio mata en Manuel, recupera la clau final i, finalment, descobreix que Ahmet és el veritable líder dels templaris.
Durant aquests esdeveniments l'Ezio utilitza les claus en el seu poder per presenciar la vida de l'Altaïr després dels esdeveniments representats en el primer videojoc. Després de matar Al-Mualim, l'Altaïr va prendre possessió del fruit de l'Edèn i va assumir el lideratge dels assassins. Un d'ells, Abbas, no li va fer costat a causa dels esdeveniments passats, i quan va marxar juntament amb la seva dona Maria a Masyaf durant deu anys per repel·lir la invasió dels mongols, Abbas va organitzar un cop d'Estat, va prendre el control dels assassins i executar el seu fill menor. Altaïr volia venjar-se'n, però com que Maria va tractar d'aturar-lo, la seva ràbia va activar el fruit de l'Edèn matant a la seva dona i obligant-lo a fugir amb el seu fill gran, Darim, i a autoimposar-se un exili que va durar vint anys. Finalment va tornar a Masyaf, va matar Abbas i va prendre el seu lloc legítim com a líder dels assassins. Anys més tard, l'ancià Altaïr codifica els records en les cinc claus que segles més tard desvelarà l'Ezio.
A Constantinoble, l'Ezio descobreix que han matat a Yusuf i que Ahmet ha segrestat a Sofia, exigint les claus a canvi de la seva vida. L'Ezio hi està d'acord, però el tracte no surt bé i es produeix una persecució. Es recuperen les claus, però abans que l'Ezio pugui matar a Ahmet, en Selim arriba amb el seu exèrcit i executa a Ahmet després de dir que el seu pare "va fer la seva elecció". A causa de l'aprovació del seu fill Suleiman, en Selim li diu a l'Ezio que ha d'abandonar Constantinoble, advertint-li que no pot tornar-hi mai més. Després d'acabar aquesta memòria, l'Animus comença a esborrar les dades, incloent l'excés a l'illa Animus. El Subjecte 16, el qual degut el temps que porta a l'Animus el seu cos ja no existeix i està atrapat per sempre a l'illa, se sacrifica per evitar que en Desmond sigui eliminat.
L'Ezio i la Sofia tornen a Masyaf, on utilitzen les claus per obrir la biblioteca de l'Altaïr, la qual està buida a excepció de l'esquelet del mateix Altaïr, una sisena clau i un altre fruit de l'Edèn. Allà descobreix que la funció de la biblioteca no era guardar llibres, sinó que en realitat servia per preservar el fruit de l'Edèn. A través de la clau l'Ezio s'assabenta que l'Altaïr s'havia segellat dins la biblioteca per preservar el secret dels templaris. L'Ezio surt amb la poma de la biblioteca dient: "He vist prou per a una vida". A continuació, comença a parlar directament a Desmond, sense saber exactament qui és o on és, però sabent que l'està mirant. Li diu que la seva intenció és retirar-se dels assassins, creient que ha servit al seu propòsit. Expressa l'esperança, que en Desmond serà capaç de trobar les respostes a les preguntes que ell i l'Altaïr han treballat tan intensament per descobrir.
Tot d'una, en Desmond es troba amb Júpiter, un membre de la primera civilització, i li explica que havien construït nombroses criptes per estudiar els mètodes per salvar el planeta de la destrucció. Totes les dades recollides es transmeten al Gran Temple. Cap dels mètodes van ser efectius, i la seva civilització va ser destruïda per una flamarada solar. Júpiter li diu a Desmond que ell té el poder de salvar el planeta d'una nova flamarada solar, mostrant-li la ubicació d'aquesta estructura.

### Càsting
A continuació es mostren els doblatges en la versió original (anglès). El joc no ha estat doblat ni traduït al català.
| Doblador           | Personatge               | Descripció |
| ------------------ | ------------------------ | --- |
| Roger Craig Smith  | Ezio Auditore da Firenze | Protagonista |
| Cas Anvar          | Altaïr ibn La-Ahad       | Mestre assassí des de fa més de 700 anys i un dels personatges que s'utilitza al llarg del joc.                  |
| Nolan North        | Desmond Miles            | Vida futura de l'Ezio i l'Altaïr i un dels personatges que s'utilitza al llarg del joc.                          |
| John de Lancie     | William Miles            | Pare d'en Desmond i líder de facto dels assassins en l'actualitat.                                               |
| Danny Wallace      | Shaun Hastings           | Analista i investigador responsable de l'elaboració i el manteniment dels arxius de coneixement de l'Animus 2.0. |
| Michael Benyaer    | Darim Ibn-La'Ahad        | Fill gran de l'Altaïr.                                                                                           |
| JB Blanc           | Tarik Barleti            | Capità dels geníssers, la guàrdia d'elit del sultà otomà.                                                        |
| Steve Blum         | Leandros                 | Templari grec.                                                                                                   |
| Tony Calabretta    | Şahkulu                  | Templari truc.                                                                                                   |
| Graham Cuthbertson | Clay Kaczmarek           | També conegut com a Subjecte 16, es troba atrapat dins de l'Animus.                                              |
| Yerman Gur         | Abbas Sofian             | Antagonista de l'Altaïr.                                                                                         |
| Tamer Hassan       | Şehzade Ahmet            | Possible hereu al tron otomà i alt membre de l'ordre dels templaris.                                             |
| Alex Ivanovici     | Hadji Piri               | Mariner otomà i assassí.                                                                                         |
| Amy Landecker      | Laetitia England         | Templari de l'actualitat.                                                                                        |
| Eleanor Noble      | Maria Thorpe             | Dona de l'Altaïr.                                                                                                |
| Chris Parson       | Yusuf Tazim              | Líder dels assassins turcs.                                                                                      |
| Phil Proctor       | Warren Vidic             | Cap de la investigació genètica en Indústries Abstergo i el Projecte Animus.                                     |
| Peter Renaday      | Al Mualim                | Antecessor d'Altaïr com a gran mestre dels Assassin.                                                             |
| Jenifer Seguin     | Veu de l'Animus          | Màquina amb la qual es poden veure records de vides passades.                                                    |

## Jugabilitat

L'Ezio lliscant per una corda abans d'atacar l'enemic.

El joc segueix amb la mateixa dinàmica de les entregues anteriors amb l'existència d'un món obert, on la història principal s'hi duu a terme. Una de les noves característiques respecte a les anteriors parts de la saga va ser la introducció d'una nova habilitat anomenada hookblade, la qual permet al personatge lliscar a través d'una corda o tirolina per caure sobre un enemic. Aquesta habilitat també permet desplaçar-se aproximadament un 30% més ràpid. A més del hookblade, l'Ezio també és capaç de fabricar al voltant de 150 bombes diferents combinant diferents tipus de pólvora, metralla i embolcalls. El joc compta amb noves seqüències d'en Desmond, que són en primera persona i trenquen completament amb l'estil mostrat fins al moment al llarg de la sèrie. Aquestes seqüències "Desmond" només es poden desbloquejar mitjançant la recopilació d'una certa quantitat de fragments de dades ocults al llarg de Constantinoble. Els fragments de dades són un nou tipus de col·leccionable en el Revelations, en substitució dels estendards Borja o les plomes dels jocs anteriors.
També s'han afegit districtes a la ciutat dels templaris i s'han ampliat i aprofitat els districtes ja existents. La captura d'aquests districtes és molt similar a com era a Brotherhood, tot i que en aquesta edició els templaris poden recuperar-los. Per tal d'evitar-ho, l'Ezio ha de defensar el districte amb una "torre de defensa" (mini-joc), on controla un grup d'assassins des de les teulades, contra diverses onades de soldats templaris i equips de setge. Tal com ja es podia fer en el Brotherhood, es poden enviar assassins a diferents ciutats controlades pels templaris. Quan aquestes ciutats són controlades pel gremi dels assassins es converteixen en una font d'ingressos constant. Aquesta aplicació del joc es diu "Defensa del Mediterrani".

### Multijugador
El mode multijugador també fa un gir en el Revelations. Parteix de la mateixa base que a Brotherhood però amb personatges i mapes nous. Els jugadors poden personalitzar els seus personatges i les seves armes, també es poden unir a un gremi i crear la seva pròpia capa. La interfície del joc també s'ha millorat respecte a les anteriors entregues. Ubisoft va dir que, aquesta vegada es concentrarien més en la narrativa, ja que és l'element clau de la sèrie.
Als modes multijugador ja existents se n'hi van afegir de nous, com ara "La història de les missions orientades" o un mode que havia estat molt sol·licitat, la captura de la bandera. Alguns dels mapes multijugador es basen en l'illa de Rodes. Entre les noves formes de joc s'hi pot trobar el mode deathmatch, que difereix del mode de joc multijugador anterior en què en aquest no hi ha una brúixola que assenyali cap a l'objectiu assignat, sinó que hi ha una caixa a la part superior dreta de la pantalla on es mostra l'objectiu actual, que s'il·lumina de blau quan hom entra en la línia de visió del seu objectiu. El joc també presenta el mode simple deathmatch, on s'eliminen les habilitats i avantatges dels jugadors.
La funció multijugador està protegida pel sistema Uplay Passport en PlayStation 3 i Xbox 360, que requereix un codi d'accés. Els codis s'inclouen en totes les còpies noves del joc, però estan lligades a un compte d'Uplay. Això significa que els jugadors que adquireixin el joc de segona mà han de comprar un nou codi (10 euros) per poder accedir al joc multijugador. Existeix una versió de prova de tres dies per cada usuari de PlayStation Network.

## Desenvolupament
L'Assassin's Creed: Revelations va ser concebut en primera instància per a Nintendo 3DS amb el nom d'Assassin's Creed: Lost Legacy i havia de tractar sobre el viatge de l'Ezio a la ciutat de Masyaf, origen del credo dels assassins. Va ser anunciat durant la Nintendo E³ 2010 i posteriorment va ser cancel·lat per començar a desenvolupar la idea final.
El novembre de 2010, Jean-François Boivin, d'Ubisoft Montreal, va afirmar que el joc seria llançat el 2011, tot i que més tard, Geoffroy Sardin d'Ubisoft confirmà que no seria un gran joc l'Assassin's Creed de 2011. Yves Guillemot va explicar que l'objectiu principal d'Ubisoft era donar a conèixer els nous jocs de la franquícia Assassin's Creed anualment, juntament amb altres franquícies d'Ubisoft. El febrer de 2011, Guillemot va confirmar que el nou Assassin's Creed seria posat a la venda durant el següent any fiscal, que començava l'1 d'abril de 2011 i acabava el 31 de març de 2012.
El 29 d'abril de 2011, es va anunciar oficialment el nom del joc a la pàgina Assassin's Creed del Facebook, amb un enllaç que portava a un fitxer flash. L'anunci incloïa les paraules "Altaïr Ibn La-Ahad, fill de ningú" en àrab, que insinuaven que Altaïr, el protagonista del primer joc, podria tornar a ser el protagonista principal d'aquest. En un tercer anunci es va mostrar la ciutat de Constantinoble, donant a entendre que era la ciutat on es desenvoluparia el joc. En la secció de rumors de la E³ de l'abril de 2011, Xbox World 360 va dir que l'Assassin's Creed: Revelations no era l'Assassin's Creed III, però va suggerir que se seguia treballant en el joc secretament. El 5 de maig, Game Informer va donar detalls del joc i va ser oficialment anunciat per Ubisoft en l'Electronic Entertainment Expo 2011.
El joc va ser desenvolupat principalment per Ubisoft Montreal al Canadà. La producció es va veure afavorida en part per cinc altres desenvolupadors d'Ubisoft: Annecy, Massive, Quebec, Singapur i Bucarest. El guionista en cap Darby McDevitt, va declarar sobre Revelations que no respondria a totes les preguntes que s'havien anat fent al llarg de la sèrie, afirmant: "Bé, no ho respondrem a tot perquè la història d'en Desmond continua. Però els fans sens dubte coneixeran la majoria dels detalls importants de la vida de l'Ezio i l'Altaïr, i com encaixen en el gran esquema". McDevitt també va declarar que el 85 per cent de la trama general d'Assassin's Creed ja estava "traçada" i va afirmar que el protagonista original, l'Altaïr tenia el seu arc de la història escrita per dos anys, i que el final de la història de l'Ezio es va planificar durant el desenvolupament de Brotherhood.
Nolan North, la veu de Desmond Miles en anglès, la versió original, va instar a Ubisoft a adoptar mètodes de captura de moviments similars als de l'Uncharted de Naughty Dog. En una entrevista, North va admetre que hi ha una desconnexió en la configuració actual del joc d'Ubisoft, que compta amb actors de doblatge de veu separats de l'animació facial, a part de la captura de moviments del cos, que és registrat pels diferents actors. "M'hauria agradat que no es fes per separat", va dir North. "No em malinterpreteu, els actors de moviment han fet una gran feina, però sempre hi haurà alguna mena de desconnexió si es fa d'aquesta manera. Després de les meves experiències en la sèrie Uncharted, on els actors i dobladors treballen conjuntament, puc dir que hi ha una diferència absoluta."
La versió per a PC de l'Assassins Creed: Revelations no obliga els jugadors a estar sempre en línia per poder-hi jugar, com sí que succeeix amb el Brotherhood. Algunes afirmacions acabades de fer per Ubisoft diuen que la seva política és un èxit, insistint en el fet que s'ha vist "una clara reducció de la pirateria dels nostres títols, que requerien una persistent connexió en línia". No obstant, però, cal una activació en línia el primer cop que el jugador juga el joc. A continuació, el jugador pot jugar fora de línia.

## Màrqueting i edicions
El 10 d'agost de 2011 Ubisoft va anunciar una beta del mode multijugador per a PlayStation Network. La beta va estar disponible del 3 de setembre al 17 del mateix mes i era exclusiu per a membres de PlayStation Plus i Uplay. El 8 de setembre, la beta multijugador es va obrir a tothom que tingués un compte a PlayStation Network, i en aquell moment ja oferia accés a: nou personatges (El sentinella, la vanguardia, el guardià, el visir, l'actriu, el diaca, el bombarder, l'entabanador i el campió - tots dotats amb capacitats diferents); tres mapes (Hospital dels cavallers, Antioquia i Galata) i quatre modes de joc.
Media Molecule va anunciar el 15 de novembre de 2011 que, per promocionar el llançament de l'Assassins Creed: Revelacions, es posaria a disposició un nou vestit de l'Ezio per a Sackboy de LittleBigPlanet 2. Aquells que van encarregar la comanda anticipadament a través de Best Buy van obtenir un personatge multijugador exclusiu. La primera edició del joc per a PlayStation 3 comptava amb una còpia del primer Assassin's Creed que va sortir a la venda el 2007. A més, Ubisoft va llançar Assassin's Creed: Revelations Avatar collection per a Xbox 360, que incloïa un suport del Codex, una dessuadora amb caputxa negra d'en Desmond i una àguila de peluix. A més, també estarien disponibles els següents vestits: Ezio, bombarder, guardià, sentinella i vanguardia (només per a dones).

### Edicions a la venda
| Característiques                                     | Estàndard (consoles i PC) | Edició Animus (consoles i PC)                   | Edició Collector (consoles i PC)                 | Edició Special (consoles i PC)           | Edició Signature (consoles i PC)       | Ultimate Bundle (consoles i PC)        | Ottoman Edition (consoles i PC)           |
| ---------------------------------------------------- | ------------------------- | ----------------------------------------------- | ------------------------------------------------ | ---------------------------------------- | -------------------------------------- | -------------------------------------- | ----------------------------------------- |
| Joc                                                  | Sí                        | Sí                                              | Sí                                               | Sí                                       | Sí                                     | Sí                                     | Sí                                        |
| Pack exclusiu                                        | No                        | Sí (Pack Animus)                                | Sí (Pack edició especial per a col·leccionistes) | Sí (Pack estàndard amb artwork exclusiu) | Sí (Negre, caixa de cartó desplegable) | Sí (Negre, caixa de cartó desplegable) | Sí                                        |
| Enciclopèdia                                         | No                        | Sí                                              | No                                               | No                                       | No                                     | No                                     | ???                                       |
| Artbook de 50 pàgines                                | No                        | No                                              | Sí                                               | No                                       | No                                     | No                                     | ???                                       |
| Banda sonora del joc original                        | Sí                        | Sí                                              | Sí                                               | Sí                                       | Sí                                     | Sí                                     | ???                                       |
| DVD Assassin's Creed Embers Movie                    | No                        | Sí                                              | Sí                                               | No                                       | Sí                                     | Sí                                     | ???                                       |
| Missió exclusiva per a un jugador                    | No                        | Sí (Vlad the Impaler Prison)                    | Sí (Vlad the Impaler Prison)                     | No                                       | Sí (Vlad the Impaler Prison)           | Sí (Vlad the Impaler Prison)           | Sí (Vlad the Impaler Prison)              |
| Personatge exclusiu per multijugador                 | No                        | Sí (El creuat i bufó otomà)                     | Sí (El creuat i bufó otomà)                      | Sí (El creuat i doctor Otomà)            | Sí (Bufó otomà)                        | Sí (Bufó otomà)                        | Sí (El creuat, bufó otomà i doctor Otomà) |
| Armadura exclusiva per a l'Ezio                      | No                        | Sí (Armadura de Brutus)                         | Sí (Armadura turca i armadura de Brutus)         | Sí (Armadura turca)                      | No                                     | No                                     | Sí (Armadura turca i armadura de brutus)  |
| Altaïr i Ezio amb la roba de l'Altaïr                | No                        | Sí (Havent-lo prereservat a EB Games Australia) | Sí (Havent-lo prereservat a Play UK)             | No                                       | No                                     | No                                     | Sí                                        |
| Millores de la capacitat                             | No                        | Sí (Bales ocultes, bombes i fletxes)            | Sí (Bales ocultes, bombes i fletxes)             | No                                       | Sí (Bales ocultes, bombes i fletxes)   | Sí (Bales ocultes, bombes i fletxes)   | Sí (Bales ocultes, bombes i fletxes)      |
| Màquina voladora de Leonardo da Vinci a escala 6"-7" | No                        | No                                              | No                                               | No                                       | No                                     | Sí                                     | ???                                       |
| Figura d'acció de l'Ezio                             | No                        | No                                              | No                                               | No                                       | No                                     | Sí                                     | ???                                       |

Hi ha diverses edicions limitades de l'Assassin's Creed Revelations. Les edicions The Animus, Collector's i Special que estan disponibles per totes les plataformes només es va distribuir a Europa, Austràlia i Nova Zelanda, mentre que l'edició Signature només es va distribuir per Amèrica del Nord a través de GameStop. Les persones que van reservar el joc abans que sortís a la venda a GameStop, van obtenir l'edició Signature sense costos addicionals. L'edició Signature compta amb un pack exclusiu, una bonificació d'un sol jugador de la missió (Vlad the Impaler Prison), un personatge multijugador exclusiu (Bufó otomà), millores de capacitat d'armes, un curtmetratge d'animació (Assassin's Creed Embers Movie) i la banda sonora del joc original.
La PS3-Only edition inclou els continguts del joc estàndard, més una versió completa del joc original Assassin's Creed inclosa en el disc del joc. Aquesta edició està disponible per a aquells que van comprar el joc quan es va llançar per primera vegada o la van encarregar prèviament. L'edició Animus compta amb una caixa de l'Animus, una enciclopèdia en profunditat, un curtmetratge d'animació (Assassin's Creed Embers Movie), el joc original i la banda sonora. En el contingut del joc s'hi inclou una missió exclusiva (Vlad the Impaler Prison), una armadura d'Assassin's Creed: Brotherhood (Armor of Brutus) en un sol jugador, millores d'armes de capacitat i dos personatges multijugador addicionals (els croats i el bufó otomà).

## Contingut descarregable

### PackAncestors Character
El contingut descarregable Ancestors Character va ser el primer a posar-se a la venda a un preu de 3,99 euros i consisteix en quatre personatges nous en el mode multijugador: el pirata, el corsari, el gladiador i el bandoler. El contingut es va posar a la venda el 13 de desembre de 2011.

### PackMediterranean Traveler Map
El segon contingut descarregable va ser el pack Mediterranean Traveler Map, el qual va sortir a la venda el 24 de gener de 2012. Aquest pack inclou sis mapes nous, tres dels quals són de l'Assassins Creed: Brotherhood.

### The Lost Archive
El contingut descarregable The Lost Archive se centra en el Subjecte 16, la seva entrada en els assassins i captura per Abstergo. Va ser llançat el 28 de febrer de 2012.
Després de fer veure que mor ofegat al riu Tiber, el Subjecte 16 és reclutat pels assassin per infiltrar-se en Abstergo i robar informació relacionada amb el prototip de l'Animus.

## Banda sonora
Igual que en les entregues anteriors, Jesper Kyd es va encarregar de la banda sonora del joc, però aquesta vegada compta amb la col·laboració de Lorne Balfe. El joc conté 80 peces musicals repartides entre 3 CD. Madeline Bell és la cantant encarregada de donar la veu principal.
| #    | Nom                         | Durada | Autor       |
| ---- | --------------------------- | ------ | ----------- |
| 1.-  | Assassins Creed Theme       | 4:43   | Lorne Balfe |
| 2.-  | Animus Island               | 2:52   | Jesper Kyd  |
| 3.-  | The Road to Masysaf         | 2:55   | Lorne Balfe |
| 4.-  | The Wounded Eagle           | 2:01   | Jesper Kyd  |
| 5.-  | The Noose Tightens          | 1:26   | Jesper Kyd  |
| 6.-  | Sailing to Constantinople   | 1:34   | Lorne Balfe |
| 7.-  | Master and Mentor           | 1:45   | Lorne Balfe |
| 8.-  | Welcome to Kostantiniyye    | 3:31   | Jesper Kyd  |
| 9.-  | The Crossroads of the World | 3:31   | Jesper Kyd  |
| 10.- | Sofia Sartor                | 0:43   | Lorne Balfe |
| 11.- | Son of Umar                 | 1:23   | Lorne Balfe |
| 12.- | No Mistakes                 | 2:47   | Jesper Kyd  |
| 13.- | The Traitor                 | 3:38   | Jesper Kyd  |
| 14.- | A Heated Discussion         | 1:50   | Lorne Balfe |
| 15.- | Ambush                      | 3:08   | Jesper Kyd  |
| 16.- | A Familiar Face             | 1:28   | Lorne Balfe |
| 17.- | Byzantium                   | 3:23   | Jesper Kyd  |
| 18.- | Nova Roma                   | 4:02   | Jesper Kyd  |
| 19.- | Templar Occupation          | 3:35   | Jesper Kyd  |
| 20.- | Arrocco                     | 2:31   | Lorne Balfe |
| 21.- | On the Attack               | 4:28   | Jesper Kyd  |
| 22.- | Last of the Palaiologi      | 0:58   | Lorne Balfe |
| 23.- | Yerebatan Cistern           | 1:53   | Jesper Kyd  |
| 24.- | Fight or Flight             | 2:47   | Jesper Kyd  |
| 25.- | Galata Tower                | 2:05   | Jesper Kyd  |
| 26.- | Die By the Blade            | 3:05   | Jesper Kyd  |
| 27.- | Forum of Ox                 | 1:57   | Jesper Kyd  |
| 28.- | Suleiman's Grief            | 2:04   | Lorne Balfe |

| #    | Nom                        | Durada | Autor       |
| ---- | -------------------------- | ------ | ----------- |
| 1.-  | Istanbul                   | 3:00   | Jesper Kyd  |
| 2.-  | We Talk Together           | 1:15   | Lorne Balfe |
| 3.-  | Altaïr Escapes             | 1:38   | Jesper Kyd  |
| 4.-  | Betrayal                   | 1:12   | Jesper Kyd  |
| 5.-  | The Mentors Return         | 1:55   | Lorne Balfe |
| 6.-  | Rebuilding the Brotherhood | 2:00   | Jesper Kyd  |
| 7.-  | Of Life and Death          | 1:26   | Lorne Balfe |
| 8.-  | Greek Fire                 | 2:07   | Jesper Kyd  |
| 9.-  | An Unsubtle Approach       | 0:49   | Lorne Balfe |
| 10.- | The Hidden City            | 0:33   | Lorne Balfe |
| 11.- | Infiltration               | 2:09   | Jesper Kyd  |
| 12.- | Cappadocia                 | 3:51   | Jesper Kyd  |
| 13.- | Street Fight               | 2:22   | Jesper Kyd  |
| 14.- | Mastermind                 | 1:31   | Lorne Balfe |
| 15.- | Notorious                  | 3:10   | Jesper Kyd  |
| 16.- | Constantinopolis           | 3:35   | Jesper Kyd  |
| 17.- | Investigation              | 2:10   | Jesper Kyd  |
| 18.- | Everything Changes         | 3:08   | Lorne Balfe |
| 19.- | You Have Eard Your Rest    | 1:09   | Lorne Balfe |
| 20.- | Passing the Torch          | 0:52   | Lorne Balfe |
| 21.- | Crossed Swords             | 2:02   | Jesper Kyd  |
| 22.- | Scheduled for Deletion     | 1:01   | Lorne Balfe |
| 23.- | Altaïr and Darim           | 1:14   | Lorne Balfe |
| 24.- | The Library                | 2:57   | Jesper Kyd  |
| 25.- | The Revelation             | 2:25   | Lorne Balfe |
| 26.- | Labored and Lost           | 2:54   | Lorne Balfe |
| 27.- | Reunion                    | 0:57   | Lorne Balfe |
| 28.- | Enough for One Life        | 2:03   | Lorne Balfe |

| #    | Nom                    | Durada | Autor       |
| ---- | ---------------------- | ------ | ----------- |
| 1.-  | Abstergo Industries    | 2:03   | Lorne Balfe |
| 2.-  | Rhodes                 | 0:41   | Lorne Balfe |
| 3.-  | The Hunted             | 2:09   | Lorne Balfe |
| 4.-  | Antioch                | 0:34   | Lorne Balfe |
| 5.-  | The Hunter             | 1:55   | Lorne Balfe |
| 6.-  | Kill Streak            | 0:37   | Lorne Balfe |
| 7.-  | On the Run             | 1:57   | Lorne Balfe |
| 8.-  | Constantinople         | 0:43   | Lorne Balfe |
| 9.-  | In the Simulation      | 2:10   | Lorne Balfe |
| 10.- | Find the Target        | 2:05   | Lorne Balfe |
| 11.- | Firenze                | 0:40   | Lorne Balfe |
| 12.- | Welcom to the Fold     | 1:42   | Lorne Balfe |
| 13.- | Souk                   | 0:35   | Lorne Balfe |
| 14.- | Chase the Target       | 2:03   | Lorne Balfe |
| 15.- | The Lobby              | 1:56   | Lorne Balfe |
| 16.- | Venezia                | 0:46   | Lorne Balfe |
| 17.- | Let the Chase Begin    | 2:04   | Lorne Balfe |
| 18.- | Sienna                 | 0:36   | Lorne Balfe |
| 19.- | Tracking Templar       | 2:12   | Lorne Balfe |
| 20.- | Castel Gandolfo        | 0:41   | Lorne Balfe |
| 21.- | On a Kill Streak       | 0:46   | Lorne Balfe |
| 22.- | The Pursuit            | 2:00   | Lorne Balfe |
| 23.- | Assassinate the Target | 1:54   | Lorne Balfe |
| 24.- | San Donato             | 0:44   | Lorne Balfe |

## Recepció
Assassin's Creed: Revelations va rebre en general crítiques positives. Els llocs web GameRankings i Metacritic li van donar a la versió per a PlayStation 3 un 80,4% i 80/100 respectivament, un 79,37% i 80/100 a la versió per a Xbox 360 i un 76,89% i 80/100 a la versió per a PC.
IGN li va donar una puntuació de 8,5 sobre 10 i va dir: "Aquest és el millor Assassin's Creed fins al moment, tot i que cada victòria és per una polzada, no per una milla. Si has estat seguint les vides de l'Altaïr i l'Ezio tot aquest temps, et deus veure a tu mateix en aquesta última aventura." 1UP li va donar una puntuació de B+, i va dir: "Tot i que el Revelations no ha tingut una gran millora respecte l'Assassin's Creed II i el Broderhood, és un acte final collonut per l'Altaïr i l'Ezio".
Edge va donar al joc una puntuació de 7 sobre 10, dient que: "A diferència del protagonista elegant, que al final de l'aventura té els cabells grisos però encara camina amb l'esquena recta, Assassin's Creed ha patit en silenci el pas del temps". Eurogamer també va donar al joc una qualificació de 7 sobre 10, afegint: "On Brotherhood va augmentar l'emoció continuant amb l'Ezio Auditore, en Revelacions passa el mateix. Ezio pot ser vell, però és la mateixa sèrie que realment mostra la seva edat". VideoGamer, també amb una puntuació de 7 sobre 10, va dir: "Així que, per primera vegada, un nou joc d'Assassin's Creed és pitjor que el seu predecessor. A primera vista, que el període de desenvolupament hagi sigut curt ha tingut un impacte notable en la qualitat del joc. Una de les millors claus és el hookblade, i a la pràctica es limita a estendre una mica més l'abast de l'Ezio permetent-li lliscar per una tirolina ocasional". GamePro, que també li va donar una puntuació de 7 sobre 10, va dir: "En la seva essència, aquest és l'Assassin's Creed que hem après a estimar en els últims anys, i és una bona manera de passar el temps, a més, és un pont necessari per a l'entrega de l'any que ve ja anunciada. Però l'obligació no ha de ser la raó principal per jugar a alguna cosa, i per desgràcia, això és massa sovint el cas en aquesta campanya monòtona".
Game Informer li va donar una qualificació de 8,8 sobre 10 i va escriure: "Una sèrie de noves característiques han estat tractades en el Revelations, fent-lo nou i diferent dels seus predecessors. En aquesta recerca de la més àmplia varietat i amb una identitat única dels jocs anteriors, Revelacions té alguns errors que són difícils d'ignorar. No obstant això, el joc ofereix més del que ha estat el millor de la franquícia, i això hauria de ser suficient per a la majoria dels aficionats, encara que sigui un punt de partida pels nous jugadors." Game Trailers també li va donar una qualificació de 8,8 sobre 10 i va assenyalar que: "El motor és una mica obsolet i hi ha contingut que no val gaire la pena explorar, però si vostè està buscant un prestatge superior inoblidable acció/aventura, prestar atenció a la religió."
Official Xbox Magazine li va donar un 8,5 sobre 10 i va dir: "El que està disponible aquí segueix sent tant ridículament atractiu com sempre. Segueix sent una emoció única de la sèrie que s'alça sis pisos d'alçada, mirant a través de quilòmetres de món de joc acuradament prestat, ple de perills, el món s'ha tornat massa familiar, després d'haver canviat el que va ser la revolució de l'evolució iteractiva".
La PlayStation Official Magazine li va donar un 9 sobre 10 i va dir: "Com a conclusió del capítol de l'Ezio, Revelations resulta ser un cant dels cignes totalment brillant."

### Vendes
Yves Guillemot, CEO d'Ubisoft, va anunciar en un informe de guanys el 8 de novembre de 2011 que les precomandes del videojoc van ser significativament majors que en el Brotherhood, però tot i això l'empresa continuava esperant una davallada de les vendes en comparació el títol anterior. Segons la NPD Group, Revelations va ser el quart joc més venut als Estats Units el mes de novembre de 2011. Ubisoft va anunciar que les vendes del joc havien pujat un 10% respecte al 2010 amb el Brotherhood. Durant el primer mes, el joc va vendre 1,26 milions de còpies. Revelations va debutar com el segon joc més venut en el Regne Unit durant la primera setmana. Els seus números van ser un 4% superiors pel que fa a còpies venudes i un 8% pel que fa a ingressos en comparació al Brotherhood, fent que sigui el títol de la sèrie amb més èxit fins al moment. El 61% de les còpies es van vendre durant les 24 primeres hores. Fins al 15 de febrer de 2012, es van vendre més de 7 milions de còpies en tot el món.